# ギャング (1966年の映画)
「ギャング」（仏: Le Deuxième Souffle）は、1966年公開のフランスの犯罪アクション映画である。
ジャン＝ピエール・メルヴィルが監督を、『冒険者たち』のリノ・ヴァンチュラが主演を務めた。その他に『スパイ対スパイ』のポール・ムーリッス、『橋からの眺め』のレイモン・ペルグラン、舞台女優クリスティーヌ・ファブレガ、ミシェル・コンスタンタンなどが出演した。原作と脚本はジョゼ・ジョヴァンニが、撮影はマルセル・コンブ、音楽はベルナール・ジェラールが担当した。
日本でも公開されたものの、公開時に日本独自で約30分もカットされており、かなりの不遇の扱いを受けた。

## キャスト
※括弧内は日本語吹替（初回放送1970年6月25日『木曜洋画劇場』）
- ギュスターブ・ミンダ：リノ・ヴァンチュラ（大宮悌二）
- ブロ警部：ポール・ムーリス（中村正）
- ポール・リッチ：レイモン・ペルグラン（宮川洋一）
- マヌーシュ：クリスティーヌ・ファブレガ（森田育代）
- ジョー・リッチ：マルセル・ボズフィ

## 逸話
- メルヴィルは1964年にセルジュ・レジアニ、シモーヌ・シニョレ、リノ・ヴァンチュラらのキャストでいったん映画化の契約を結ぶが、ある事情で流れてしまう。
- 本作を見て絶賛したアラン・ドロンはメルヴィルと組むことを熱望し、次作の『サムライ』で初コンビを組んだ[2]。
- 本作のリメイク版である、『マルセイユの決着』が2008年に日本で公開された際のプレスシートにはメルヴィルを尊敬する北野武によるメルヴィルを絶賛する旨のコメントが掲載された。